# Canton de Fougères-Nord
Le canton de Fougères-Nord est une ancienne division administrative française, située dans le département d'Ille-et-Vilaine et la région Bretagne.

## Composition

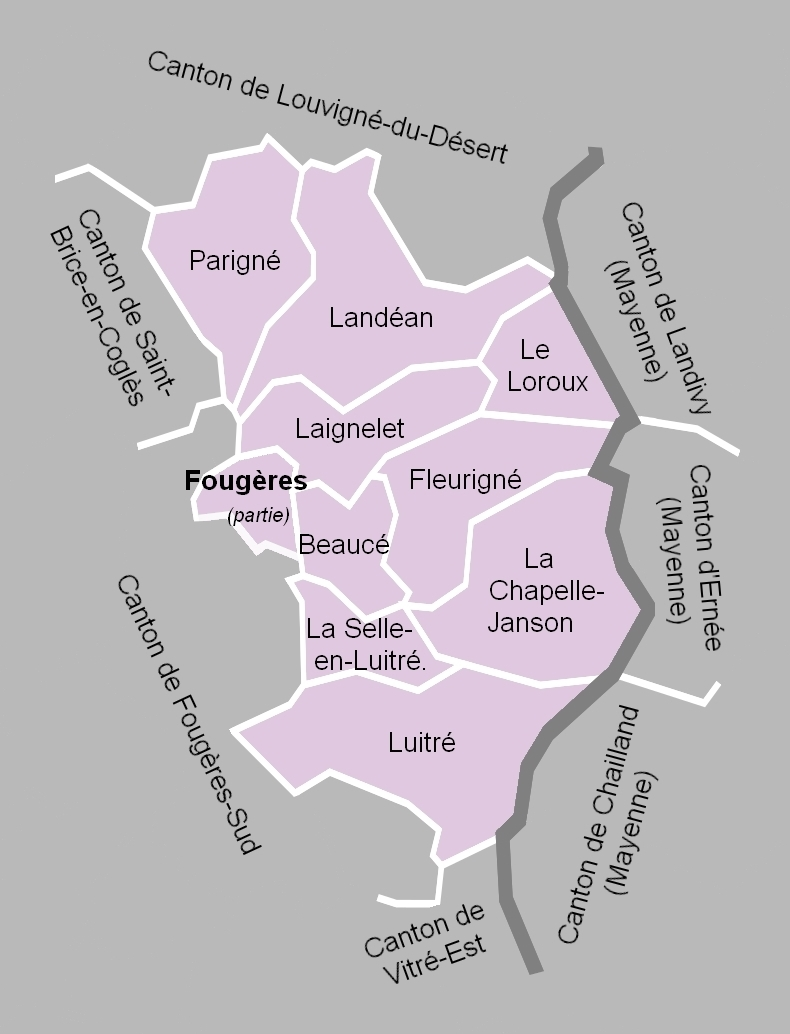
La carte des communes du canton. Les cantons limitrophes étaient ceux, de Louvigné-du-Désert, de Landivy, d'Ernée, de Chailland, de Vitré-Est, de Fougères-Sud et de Saint-Brice-en-Coglès.

Le canton de Fougères-Nord comptait 22 494 habitants en 2012 (population municipale) et groupait dix communes, dont une partie de Fougères :
- Beaucé
- La Chapelle-Janson
- Fleurigné
- Fougères (fraction)
- Laignelet
- Landéan
- Le Loroux
- Luitré
- Parigné
- La Selle-en-Luitré.

À la suite du redécoupage des cantons pour 2015, le territoire de Fougères est partagé entre les cantons de Fougères-1 et Fougères-2 et les autres communes sont rattachées au canton de Fougères-2.
Contrairement à beaucoup d'autres cantons, le canton de Fougères-Nord n'inclut aucune commune supprimée depuis la création des communes sous la Révolution.

## Représentation

### Conseillers généraux de 1833 à 2015
| Période | Période      | Identité                                    | Étiquette       | Qualité |
| ------- | ------------ | ------------------------------------------- | --------------- | --- |
| 1833    | 1848         | Joseph Victor Denoual                       |                 | Notaire royal, propriétaire à Fougères                                                                            |
| 1848    | 1852         | Joseph de La Bélinaye                       |                 | Propriétaire à Luitré, maire de Saint-Christophe-de-Valains                                                       |
| 1852    | 1861         | Auguste Thomas                              |                 | Président honoraire du tribunal civil de Fougères                                                                 |
| 1861    | 1871         | Joseph Couyer de La Chesnardière            | Bonapartiste    | Maire de Fougères                                                                                                 |
| 1871    | 1901         | Comte Pierre-Marie Frain de La Villegontier | Droite          | Propriétaire agricole, député (1877-1878 et 1881-1882), sénateur (1888-1897), maire de Parigné (1872-1920)        |
| 1901    | 1934 (décès) | Georges Le Pannetier de Roissay (1854-1934) | Conservateur    | Propriétaire du château des Harlais, maire de Landéan , conseiller d'arrondissement                               |
| 1934    | 1940         | Henri Le Bouteiller (1873-1953)             | Conservateur    | Propriétaire, maire de Fleurigné, conseiller d'arrondissement                                                     |
|         |              |                                             |                 | |
| 1943    | 1945         | Léon Hamard                                 | ?               | Maire de Fougères, nommé conseiller départemental en 1943                                                         |
|         |              |                                             |                 | |
| 1945    | 1951         | Marcel Ménager (1891-1965)                  | MRP             | Représentant, ancien chef de la Défense passive de Fougères (1944), président du conseil général (1945-1947)      |
| 1951    | 1964         | Pierre-Henri Teitgen                        | MRP             | Professeur, député d'Ille-et-Vilaine (1945-1958)                                                                  |
| 1964    | 1988         | Jean Madelain                               | CD puis UDF-CDS | Directeur d'usine, sénateur d'Ille-et-Vilaine (1980-1998), maire de Fougères (1965-1971)                          |
| 1988    | 1994         | Marie-Thérèse Boisseau                      | UDF-CDS         | Universitaire, députée (1986-1988 et 1993-2002), secrétaire d'État (2002-2004), conseillère régionale (1992-2010) |
| 1994    | 2015         | Louis Feuvrier                              | DVG             | Chef d'agence, maire de Fougères (depuis 2007), président de Fougères communauté                                  |

Le canton participe à l'élection du député de la sixième circonscription d'Ille-et-Vilaine.

### Conseillers d'arrondissement (de 1833 à 1940)
Le canton de Fougères-Nord avait deux conseillers d'arrondissement.
| Période                                  | Période      | Identité                                                   | Étiquette    | Qualité |
| ---------------------------------------- | ------------ | ---------------------------------------------------------- | ------------ | --- |
| 1833                                     | 1836         | Louis Charles Alphonse Le Beschu de Champsavin (1795-1858) |              | Garde du corps des rois Louis XVIII et Charles X, agriculteur à Mézières                                    |
| 1833                                     | 1848         | Jean Louveau                                               |              | Chirurgien, propriétaire, maire de Luitré                                                                   |
| 1836                                     | 1842         | Julien René Jean Lottin-Tiollais                           |              | Maire du Loroux                                                                                             |
| 1842                                     | 1848         | François Aristide Martin                                   |              | Avocat, maire de Fougères (1845-1848)                                                                       |
|                                          |              |                                                            |              | |
|                                          | 1901         | Georges Le Pannetier de Roissay                            | Conservateur | Propriétaire du château des Harlais, maire de Landéan                                                       |
| 1901                                     | 1907         | Arthur Leclerc (1838-1911)                                 | Royaliste    | Maire de Laignelet                                                                                          |
| 1901                                     | 1907         | Pierre Marie Léon, Vicomte Frotier de Bagneux              | Royaliste    | Propriétaire du château de Villegontier à Parigné                                                           |
| 1907                                     | 1913         | Albert Durand                                              | Conservateur | Conseiller municipal de Fougères                                                                            |
| 1907                                     | 1934         | Henri Le Bouteiller                                        | Royaliste    | Propriétaire, maire de Fleurigné                                                                            |
| 1913                                     | 1927 (décès) | Émile Pautrel (1864-1927)                                  | Royaliste    | Archéologue et historien à Fougères                                                                         |
| 1927                                     | 1940         | Albert Durand                                              | Conservateur | Conseiller municipal de Fougères                                                                            |
| 1934                                     | 1940         | Pierre Guérin                                              | Conservateur | Maire de Parigné                                                                                            |
| 1940                                     |              |                                                            |              | Les conseils d'arrondissement ont été suspendus par la loi du 12 octobre 1940 et n'ont jamais été réactivés |
| Les données manquantes sont à compléter. |              |                                                            |              | |

## Démographie
| 1962 | 1968 | 1975 | 1982 | 1990   | 1999   | 2006   | 2011   | 2012   |
| ---- | ---- | ---- | ---- | ------ | ------ | ------ | ------ | ------ |
| -    | -    | -    | -    | 22 600 | 22 319 | 22 451 | 22 217 | 22 494 |